# Xanthochlorus
Xanthochlorus is een vliegengeslacht uit de familie van de slankpootvliegen (Dolichopodidae).

## Soorten
- X. fulvus Negrobov, 1978
- X. helvinus Loew, 1861
- X. luridus Negrobov, 1978
- X. ornatus (Haliday, 1832)
- X. tenellus (Wiedemann, 1817)
- X. ultramontanus Becker, 1918